# Т-72БМЭ
Т-72БМЭ — белорусская модификация экспортного советского основного танка Т-72М1 путём установки модернизационного комплекта МК-72БМЭ.
Основными улучшениями стали обновлённые приборы наблюдения. На танк был установлен многоканальный комбинированный прицел, который включает тепловизионный канал. Установка на танк баллистического вычислителя с метеорологическими датчиками, а также датчиками тангажа, ветра и положения позволила повысить точность стрельбы. Автомат заряжания, запоминающее устройство и вращающийся транспортёр были доработаны для обеспечения загрузки современных танковых снарядов и управляемых ракет. Обновлён двигатель, вместо 574 танк получил мощность в 618 кВт. Танк был оборудован решётчатыми экранами для защиты двигателя от кумулятивного воздействия. Добавлен энергоагрегат для питания танка электричеством без задействования двигателя. Впервые Т-72БМЭ был представлен на минской оборонной выставке MILEX-2017.
Стоит отметить, что хоть танк и имеет в своём названии индекс «Б», он является вариантом танка Т-72А, поскольку танки Т-72М и Т-72М1 являлись экспортными вариантами Т-72А. Это так же подтверждается тем фактом, что по информации от завода изготовителя в боекомплект танка была добавлена управляемая ракета, которая в Т-72А отсутствует, за неимением приборов управления.